# Jamaicaans honkbalteam

Vlag van Jamaica.

Het Jamaicaanse honkbalteam is het nationale honkbalteam van Jamaica. Het team vertegenwoordigt Jamaica tijdens internationale wedstrijden. Het Jamaicaanse honkbalteam hoort bij de Pan-Amerikaanse Honkbal Confederatie (COPABE). 